# ローマの観光

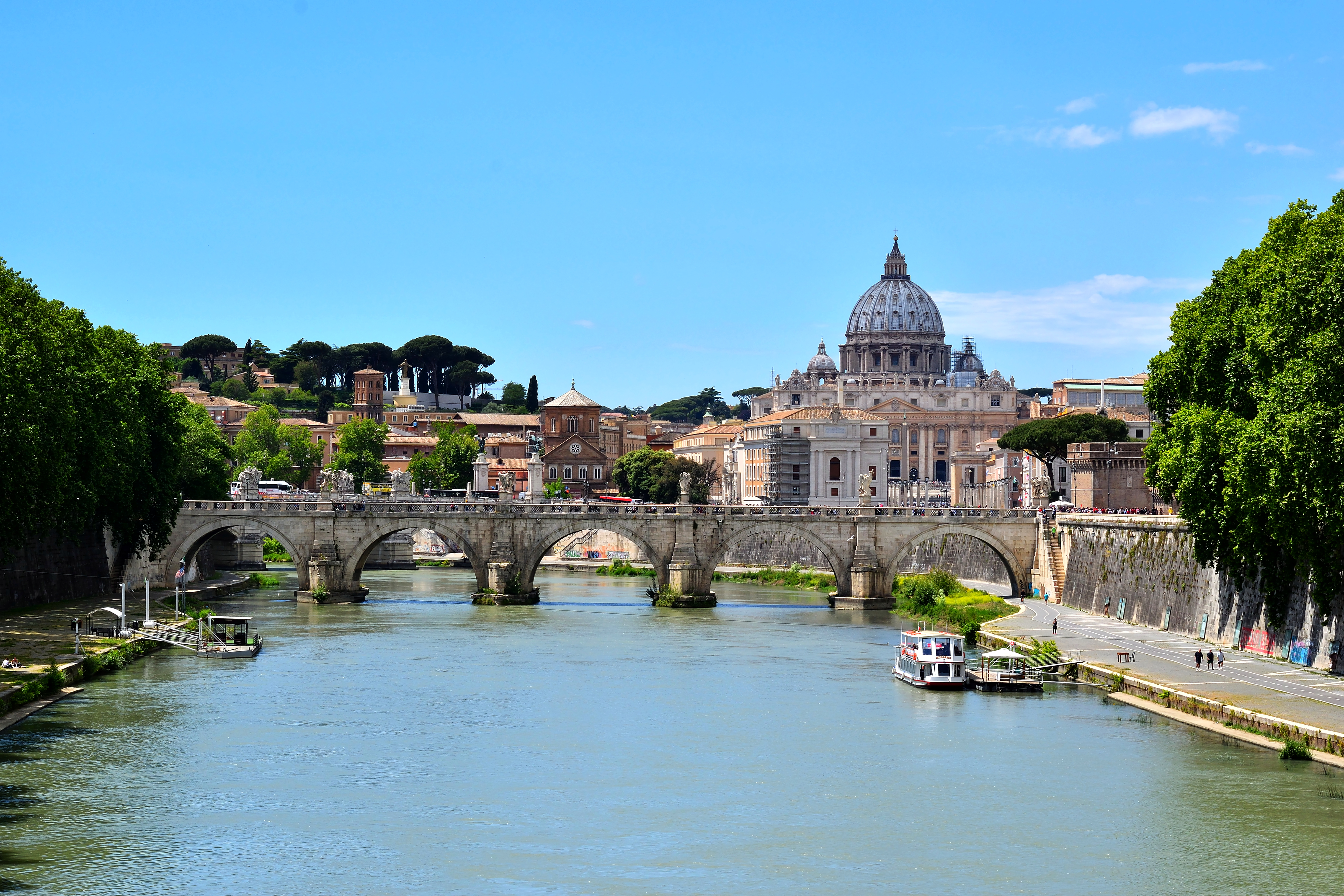
テヴェレ川から見たサン・ピエトロ大聖堂。このドームはローマの地平線にそびえ立つ

ローマは今日、無数の遺跡や美術品、ユニークな伝統の魅力、パノラマ風景の美しさ、壮大な別荘（公園）の威厳などにより、世界で最も重要な観光地の1つとなっている。最も知られた観光地には、多くの博物館（カピトリーノ美術館、バチカン美術館、ボルゲーゼ美術館など）、水道、噴水、教会、宮殿、歴史的建築物、記念碑、フォロ・ロマーノの遺跡、カタコンベなどがある。ローマは、ロンドンとパリに次ぎ、EUで3番目に訪問者数の多い都市であり、年間700〜1000万人の観光客が訪れる。これは、神聖な年になると2倍に膨れあがる。最近の研究によれば、コロッセオ（観光客数400万人）とバチカン美術館（同420万人）は、それぞれ世界で39番目と37番目に、訪れる観光客の多い場所である。2005年には、この都市は2001年より22.1%多く、1950万人の外国人観光客を記録した。また、2006年には世界の150カ所のうち、8番目に最も多く訪れられた場所となっており、外国人観光客603万人が訪れた。さらに2007年には、ライフスタイル・マガジン「トラベル+レジャー」によって、フィレンツェ、ブエノスアイレス、バンコクに続き、世界で4番目に訪れるのが望ましい都市とされた。

## 歴史

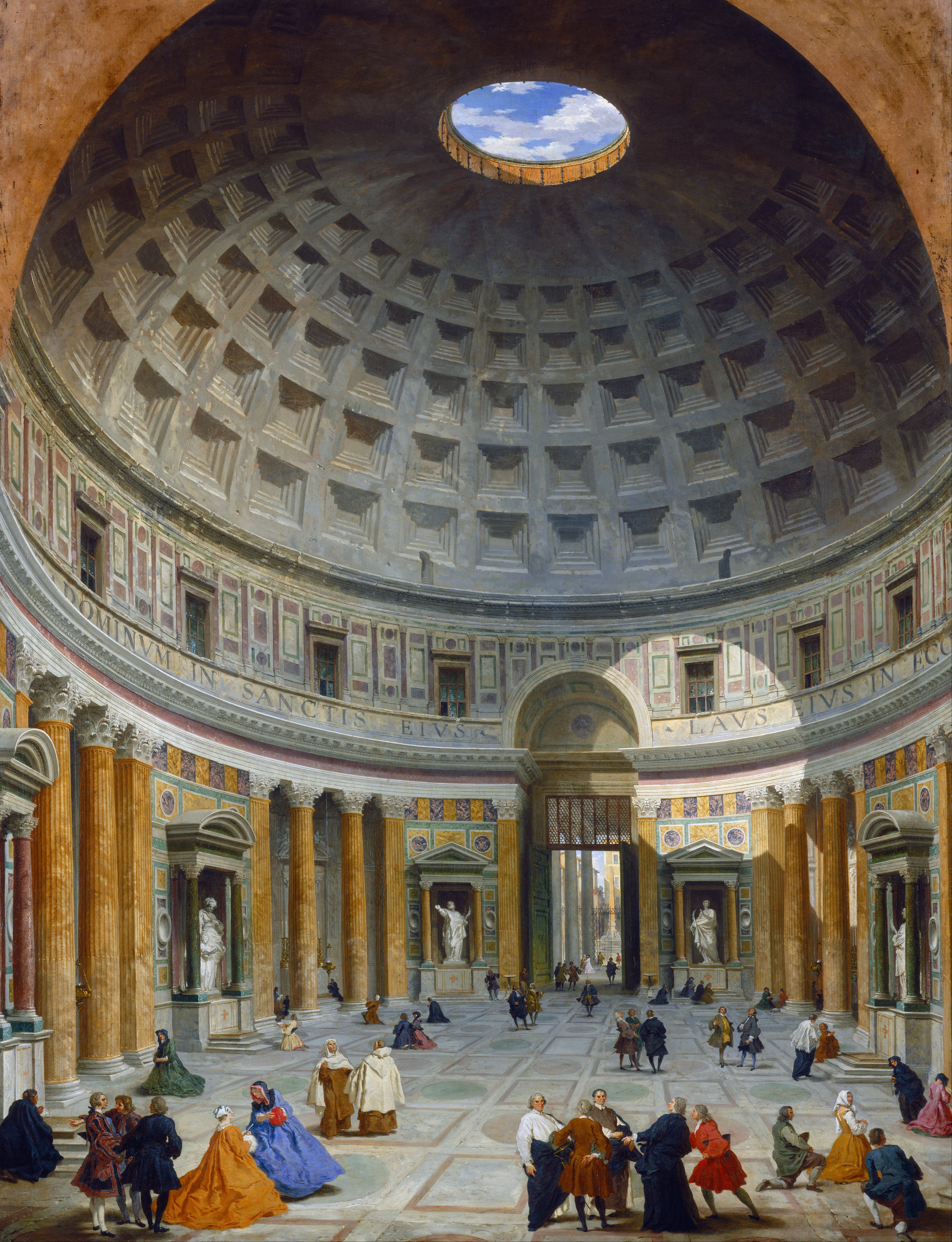
ジョバンニ・パオロ・パンニーニによって描かれた、18世紀のパンテオン内観。これはグランドツアーからの絵画である

ローマは、過去二千年間、世界で最も訪問者の多かった都市の1つである。ローマ時代、ローマは、地中海、北アフリカ、イングランドの全て、中東の一部を支配する西洋文明で最も強力な中心都市であった。さらに、ローマ・カトリックの長、教皇がローマに住んだため、キリスト教においても最重要都市の1つとなった。ローマは芸術、教育、哲学及び貿易のヨーロッパにおける中心都市だったため、巡礼の、後にはルネサンスの世界的な中心になり、銀行家、芸術家などの重要な十字路であった。その後、17世紀、18世紀、19世紀には、裕福で若い英国人貴族が、古代ローマの文化や芸術、哲学、建築について学ぶため、ローマを訪れ、この都市はグランドツアーの代表的なものの1つであった。1840年代頃、団体観光旅行が最初に始まり、ローマは英国人だけではなく、世界中の人々に人気のある都市となった。しかし、ローマが革命の戦場やイタリア統一運動の中心地となった1870年代頃には観光客数が劇的に減少し、1920年代の短期間を除き、そのままの状態が続いた。しかし、ローマはミラノやナポリに比べ、第二次世界大戦の被害をあまり受けず、ほとんど無傷だったことから非常に人気となった。1950年代と60年代には、ローマで撮影された「ローマの休日」、「ベン・ハー」、「甘い生活」のような魅力的で刺激的な映画によって流行した。フェデリコ・フェリーニ、オードリー・ヘプバーン、グレゴリー・ペック、アニタ・エクバーグのような多数のスター、俳優、女優及び有名人は、ローマの上品で豪華なヴェネト通りに沿って在住、または滞在した。ここでは、ローマ市内で最もシックで壮大なホテルが未だに見られる。1980年代、赤い旅団によるテロ活動や、政治的スキャンダルのために、観光客数が減少したが、現在では、世界で最も人気のある観光地の1つとなっている。

## 最も有名な観光地
ローマの2つの最も人気のある観光地は、バチカン美術館（年間420万人以上の観光客が訪れ、世界で37番目に多い）とコロッセオ（年間約400万人の観光客が訪れ、世界で39番目に多い）である。他の有名な観光地には、サン・ピエトロ大聖堂、フォロ・ロマーノ、パンテオン、トレヴィの泉、スペイン広場、コンドッティ通り、ヴェネト通り、カピトリーノ美術館、ボルゲーゼ公園、ヴィラ・ジュリア国立博物館、ナヴォーナ広場、サンタ・マリア・マッジョーレ大聖堂、サン・ジョバンニ・イン・ラテラノ大聖堂、ポポロ広場、サンタンジェロ城、カンポ・デ・フィオーリ広場、クイリナーレ宮殿、ラテラノ宮殿、バルベリーニ宮殿などがある。

## 地区

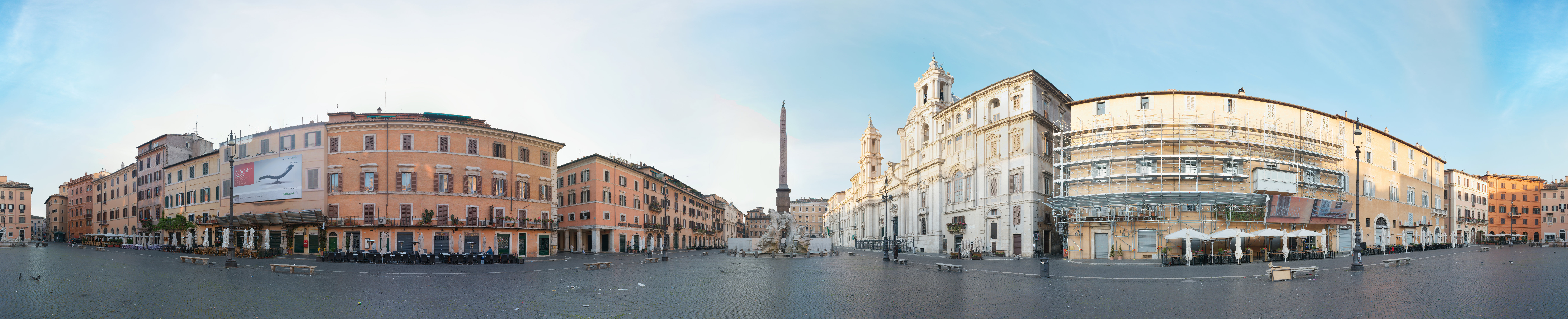
市内の広大なナヴォーナ広場

コロッセオ内観

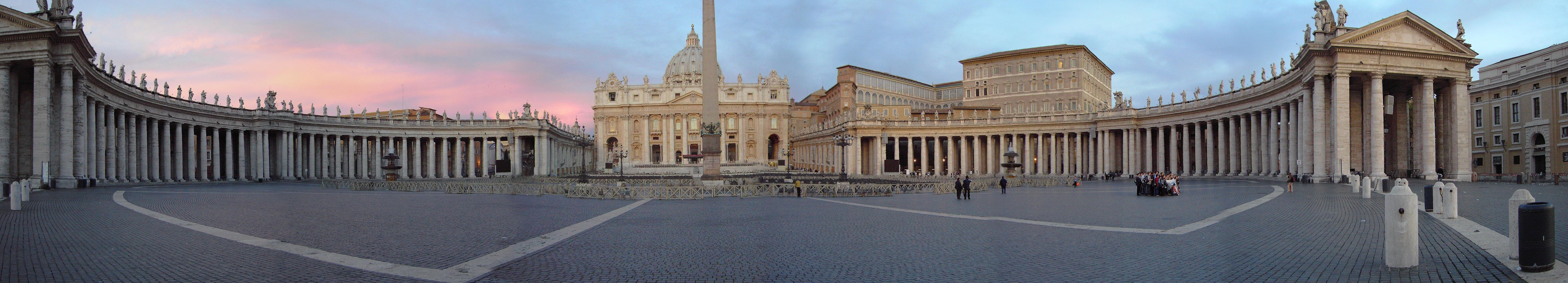
サン・ピエトロ広場の眺め

### 中心部
ローマは、いくつかの地区に分割することができる。いわゆる歴史的な中心地（centro storico）は、市の面積の4%ほどにすぎず、とても小さい。下記に記載しているように、これはローマ旧市街とコロッセオを中心に構成される。
- 中心部新市街—ホテルやショップ、レストランがヴェネト通りに沿って豊富にある：クイリナーレ宮殿、トレヴィの泉、バルベリーニ宮殿、カストロ・プレトリオ、レプッブリカ地域がある。
- 歴史的地域—いくつかの広場、大聖堂、パンテオン、たくさんのレストランのある、中世ローマとルネサンス期の中心地：ナヴォーナ広場、カンポ・ディ・フィオーリ広場、ユダヤ人地区がある。
- バチカン—この教皇市国とその無限な収集品、遺跡、美術館、さらにそれを取り囲むバチカーノ地区。
- コロッセオ—古代ローマの中心：コロッセオ、フォロ・ロマーノ、アウグストゥスのフォロ、トラヤヌスのフォロとマーケット、カンピドリオとその美術館がある。
- 北部—ヴィラ・ボルゲーゼ、スペイン階段、パリオリとサラリオのエレガントな地区がある。
- トラステヴェレ—バチカンの南、テヴェレ川の西岸にあり、ジョルジョ・デ・キリコのような芸術家のインスピレーションとなった、狭い石畳の通りや寂しい広場が多く、今でも恐らく芸術的な生活の中心地である。
- アヴェンティーノ-テスタッチョ—多数のレストランが存在する。
- エスクイリーノ-サン・ジョヴァンニ—テルミニ駅の南で、屋内マーケット、ヴィットーリオ・エマヌエーレ2世広場、サン・ジョヴァンニ・イン・ラテラノ大聖堂がある。
- ノメンターノ—3区、鉄道駅の背後にある地区。

### 郊外
- 北部—中心部（4、15-20区）の北に位置する広大が郊外の地区。
- 南部—広大な郊外とEURのファシスト・モニュメンタル建築、カタコンブ、アッピア街道（5-13区）。
- オスティア—ローマのビーチリゾートと古代ローマの港の遺跡 (オスティア・アンティカ)。

## 交通

### 航空
ローマには2つの主要国際空港がある。
- レオナルド・ダ・ヴィンチ/フィウミチーノ空港  (ローマ フィウミチーノ) - ローマの主要空港であり、近代的で公共交通機関により中心部と結ばれている。
- チャンピーノ空港  (ローマ チャンピーノ IATA: CIA) - 首都の南東に位置し、市の格安航空の空港となっており、イージージェット、ライアンエアー、ウィズエアーなどが乗り入れる。この小さな空港は、フィウミチーノより市中心部に近いが、直通列車で接続されていない。

#### 空港への交通
レオナルド・ダ・ヴィンチ/フィウミチーノ空港は、レオナルド・エクスプレス (Leonardo Express trains) とメトロポリタン・トレイン (Metropolitan train) の2路線の鉄道、COTRAL/スチアフィーニのバスの両方で、市内と接続されている。
ローマのタクシーは白色である。

### 鉄道
ローマの主要鉄道駅はテルミニ駅である。

### 自動車
市の周囲には、GRAの高速道路が走っている。

### 船
チヴィタヴェッキアには、多くのクルーズ客船が停泊する。
- グリマルディ・ライン (Grimaldi Lines) は、バルセロナ、チュニス、トゥーロン、ポルト＝ヴェッキオとの間でフェリーを往復させている。
- モビー (Moby) は、オルビア、サルデーニャとの間でフェリーを往復させている。

現在では、オスティアの新しいローマ港に近代的なサイズのクルーズ客船が入ることが可能となっており、ローマからは数㎞離れていて、列車や地下鉄で結ばれる。

### タクシー
タクシーはローマで最も高額な旅行手段である。城壁内のタクシーは、メーター制である。
ローマにはいくつかのタクシー組合がある：
- ラ・カピタル
- ローマ・スッド
- コスモス

### 公共交通機関 (ATAC)
利用するには、チケットを買わなければならない。通常のATACバス、地下鉄、トラムのチケットは同じであり、相互性がある。ATACでは、チケットなしでバス、地下鉄、列車に乗車する人々を監視している。

#### ローマ・パス
ローマパスは、25ユーロであり、最初に訪れた2つの博物館、または遺跡、公共交通機関が無料となり、それに続く博物館や観光地が割引対象となる。展覧会、音楽イベント、劇、ダンスパフォーマンスなどの場所でも同様である。

#### バス
ローマには、大規模なバスシステムがある。
計画されたツアーバスは、オープンエアのダブルデッカーバスである。

#### トラム

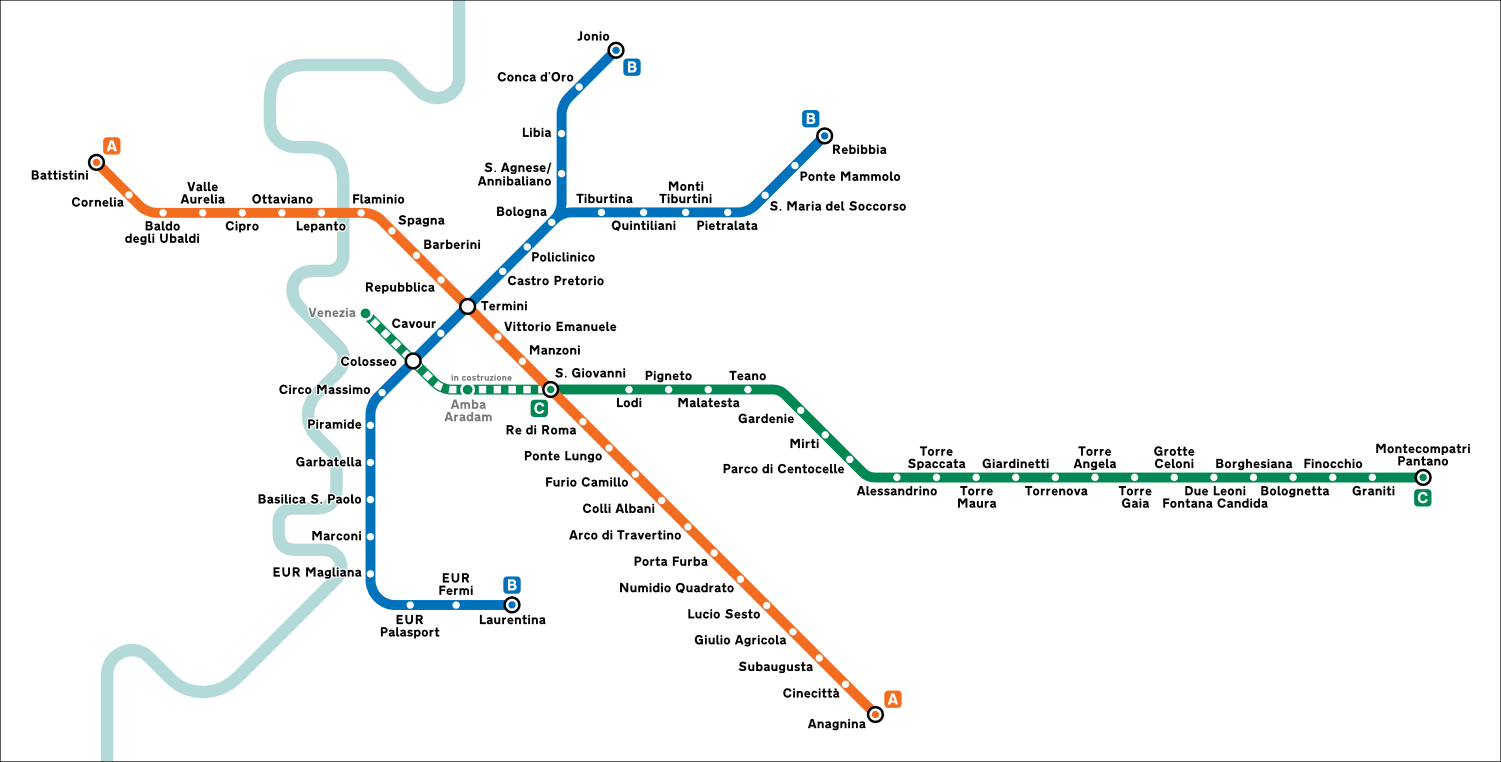
ローマの地下鉄路線網

路線の多くは、中心部の歴史的な地区を回避しているが、バチカン、コロッセオ、トラステヴェレには、便利な停車駅がある。

#### 地下鉄
ローマ地下鉄はテルミニ駅で交差する2路線がある。ローマ地下鉄A線（レッドライン）は、バチカンのある北西から南へと走り、ローマ地下鉄B線（ブルーライン）は、コロッセオを通り南西から北西へ向かう。

### 郊外列車
ローマ都市圏のより小規模な町のほとんどに接続する郊外の鉄道路線網がある。